# Loxotephria padanga
Loxotephria padanga là một loài bướm đêm trong họ Geometridae.